# Jean Alesi

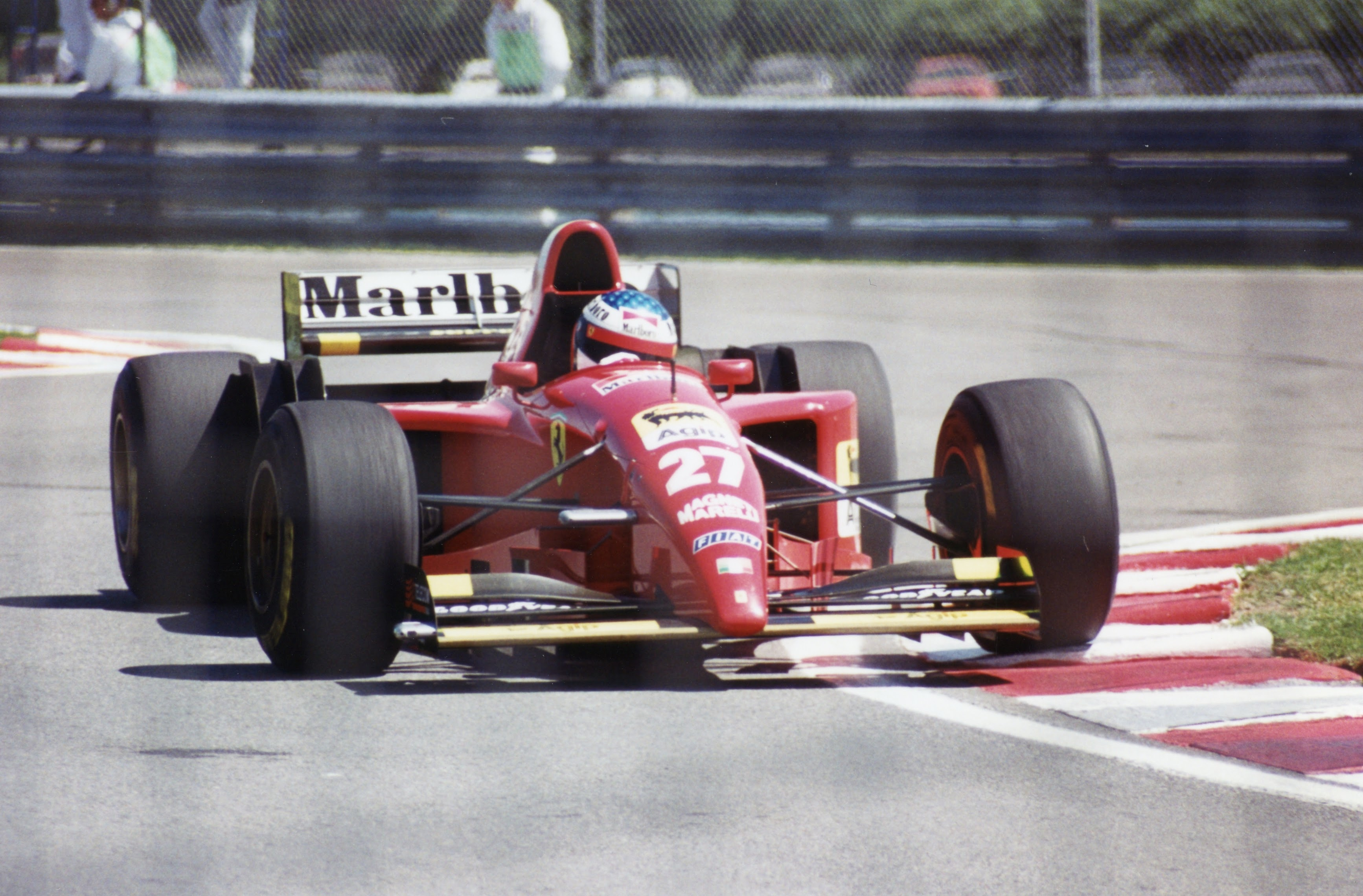
Alesi w barwach Ferrari podczas GP Kanady 1995

Jean Alesi (właściwie Giovanni Alesi) (ur. 11 czerwca 1964 w Awinionie) – francuski kierowca wyścigowy, były kierowca Formuły 1 oraz DTM. Mieszka w Nyons w Szwajcarii. Żonaty z japońską aktorką i modelką Kumiko Goto, z którą ma trójkę dzieci: Helenę, Giuliano i Johna. Alesi z poprzedniego związku ma także córkę Charlotte.

## Przebieg kariery

### Tyrrell
Jean Alesi, zanim rozpoczął starty w Formule 1, został mistrzem Francuskiej Formuły 3 w 1988 roku oraz Formuły 3000 rok później. W 1989, zaangażowany przez zespół Tyrrella, zadebiutował w Grand Prix Francji na torze Paul Ricard, gdzie zdobył czwarte miejsce, startując z szesnastego pola. Ponadto zdobył punkty w Grand Prix Włoch oraz Grand Prix Hiszpanii, ostatecznie finiszując na dziewiątym miejscu w klasyfikacji kierowców, przejeździwszy połowę sezonu. Sezon 1990 był dla niego udany. Prowadził w Grand Prix USA przez 25 okrążeń, ostatecznie ulegając jedynie Ayrtonowi Sennie, który po wyścigu przyznał, że Alesi to „materiał” na mistrza świata. Ponadto swoim przeciętnym samochodem zdobył jeszcze drugie miejsce w Grand Prix Monako. Ostatecznie z 13 punktami na koncie sezon ukończył ponownie na dziewiątym miejscu. Mimo że po sezonie spodziewano się, że trafi do zespołu Williams, Alesi niespodziewanie wybrał ofertę Ferrari. Decyzja była tym bardziej zaskakująca, że zespół z Maranello przechodził wtedy kryzys, a jego samochody były awaryjne.

### Ferrari
W zespole Ferrari jeździł przez pięć lat. Na początku jego partnerem był jego rodak, doświadczony Alain Prost, przy którym Alesi mógł wiele się nauczyć. W sezonie 1991 zdobył 21 punktów (m.in. dzięki trzecim miejscom w Grand Prix Monako, Grand Prix Niemiec i Grand Prix Portugalii), co zaowocowało siódmym miejscem w klasyfikacji generalnej. Ponadto w swoim pierwszym wyścigu w Ferrari, Grand Prix USA, zaliczył najszybsze okrążenie. Następny sezon Alesi zakończył również na siódmym miejscu (tym razem uzyskał 17 punktów), dwukrotnie zajmując trzecie miejsca – w Hiszpanii oraz Kanadzie. Po tym sezonie do Ferrari przyszedł Austriak Gerhard Berger, z którym, jak się okazało, Alesi miał spędzić razem w jednym zespole kilka następnych lat. Pierwsza połowa sezonu 1993 była nieudana dla obu kierowców (Alesi zdobył 4 punkty), ale w drugiej, między innymi dzięki drugiemu miejscu w Grand Prix Włoch, było znacznie lepiej, co na koniec sezonu zaowocowało szóstym miejscem Francuza w klasyfikacji kierowców. Sezon 1994 był dla Francuza udanym rozdziałem w swojej karierze w Formule 1. Zdobył on 24 punkty (m.in. drugie miejsce na podium w Grand Prix Wielkiej Brytanii), zaliczając również pierwsze pole position w karierze – było to przed wyścigiem o Grand Prix Włoch, co przy drugim miejscu startowym jego partnera z zespołu spowodowało wielkie zadowolenie włoskich kibiców. Podczas wyścigu było już znacznie gorzej, Alesi do mety nie dojechał, a Berger ukończył wyścig na drugim miejscu. Kolejny sezon to ponownie piąte miejsce (na koniec sezonu zdobył 42 punkty), ale również pierwsze i jedyne zwycięstwo – odniesione w Grand Prix Kanady, oraz czterokrotnie drugie miejsce. Jednakże po sezonie wraz z Bergerem zmuszony był odejść z zespołu. Na ich miejsce zatrudniono Eddiego Irvine’a i Michaela Schumachera.

### Benetton
Nowym pracodawcą Francuza i Austriaka na sezon 1996 okazał się zespół Benetton, który marzył o powtórzeniu wyników z sezonu 1994 (mistrzostwo kierowców) oraz 1995 (mistrzostwo kierowców i konstruktorów). Szef zespołu, Flavio Briatore, wiedział jednak, że będzie to zadanie niezwykle trudne, i dlatego bardziej niż zwycięstw oczekiwał od swoich kierowców regularności. Alesi i Berger wywiązali się z tego zadania znakomicie. Francuz czterokrotnie zdobył drugie miejsca, a dwa razy zaliczył najszybsze okrążenie. Jego osiągnięcia zaowocowały czwartym miejscem; uległ on w klasyfikacji generalnej jedynie Damonowi Hillowi, Jacques’owi Villeneuve’owi oraz Michaelowi Schumacherowi. W kolejnym sezonie, mimo mniejszej ilości punktów, było jeszcze lepiej. Ponownie cztery razy zdobył drugie miejsce, jedno pole position (przed Grand Prix Włoch) i w końcowej klasyfikacji, po dyskwalifikacji Michaela Schumachera, osiągnął trzecie miejsce, ustępując jedynie kierowcom Williamsa – Jacques’owi Villeneuve’owi oraz Heinzowi-Haraldowi Frentzenowi. Jednakże po sezonie odszedł z Benettona i przyjął ofertę jazdy dla zespołu Sauber.

### Sauber, Prost i Jordan
W zespole środka stawki trudno było liczyć na sukcesy, a celem Jeana Alesiego oraz jego partnera ze szwajcarskiej ekipy, Johnny’ego Herberta, było w miarę możliwości zdobywanie punktów. Sezon 1998 nie należał do najbardziej udanych mimo trzeciego miejsca wywalczonego w deszczowym Grand Prix Belgii. Ostatecznie Alesi zdobył 9 punktów (pokonując swojego kolegę z zespołu, który wywalczył 1 punkt), co zaowocowało jedenastym miejscem w tabeli. Kolejny sezon był jeszcze gorszy. Francuz zdobył dwa punkty i wywalczył piętnaste miejsce na koniec sezonu, przegrywając również wewnętrzny pojedynek z nowym partnerem w zespole, Pedro Dinizem. Po sezonie Alesi zadecydował o przejściu do ekipy Prost Grand Prix należącej do Alaina Prosta.
Pierwszy sezon w nowym zespole był najgorszym w karierze Francuza w Formule 1. Ani on, ani jego kolega z zespołu, Nick Heidfeld, jadąc w słabym samochodzie z zawodnymi silnikami Peugeota, nie potrafili wywalczyć żadnego punktu. Sezon 2001 Alesi zaczynał również w Proście, zdobywając w 12 wyścigach cztery punkty. Po Grand Prix Niemiec, w którym wywalczył punkt za szóste miejsce, przeszedł do zespołu Jordan w miejsce zwolnione przez Heinza-Haralda Frentzena. W tym zespole wywalczył jeszcze punkt w Grand Prix Belgii, a po ostatnim wyścigu sezonu, Grand Prix Japonii, postanowił zakończyć karierę w Formule 1 i spróbować swych sił w niemieckiej serii wyścigowej DTM.

### DTM

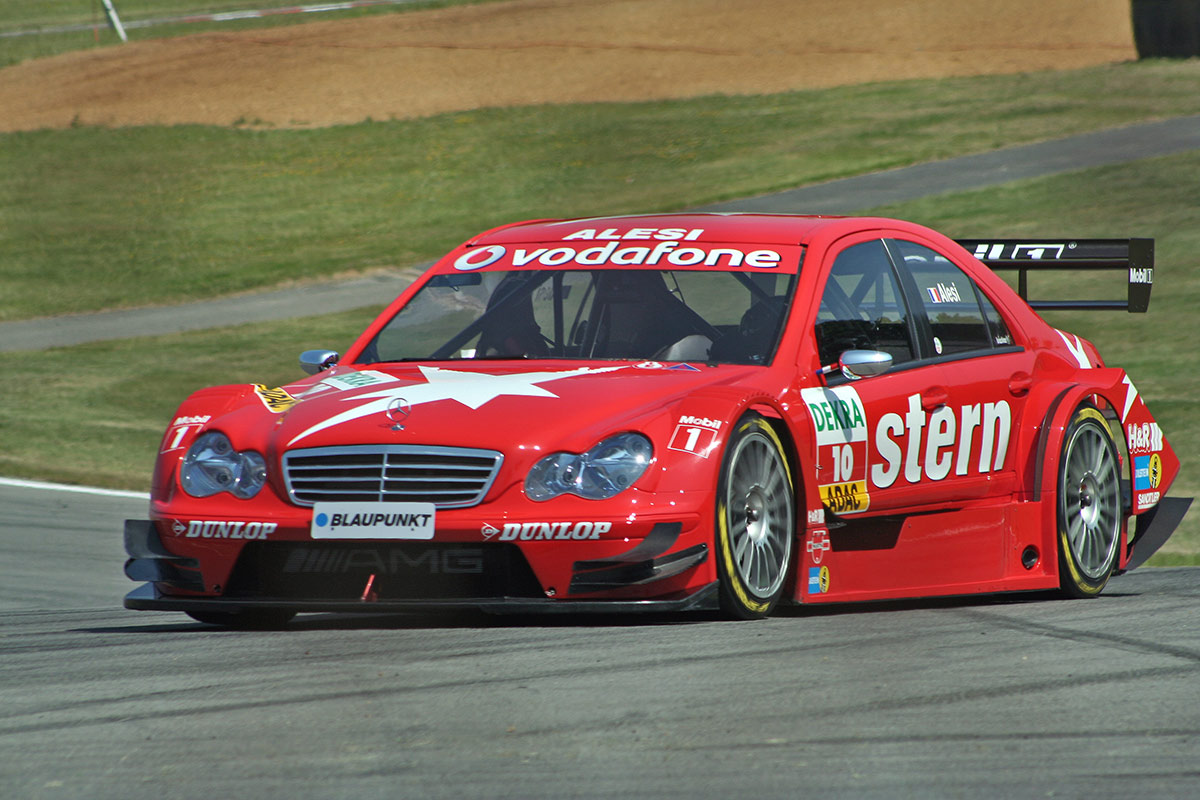
Jean Alesi w serii DTM w sezonie 2006

W serii DTM Alesi jeździł dla ekipy Mercedesa i w swoim pierwszym sezonie wywalczył jedno zwycięstwo, ostatecznie kończąc sezon na piątym miejscu. Sezon 2003 także zakończył na piątym miejscu, tym razem wygrywając dwukrotnie. Dwa kolejne sezony ukończył na siódmym miejscu (w roku 2005 raz wygrał). W sezonie 2006 został sklasyfikowany na dziewiątym miejscu, po czym postanowił zakończyć karierę w tej serii wyścigowej.

## Starty w Formule 1
| Sezon | Zespół | Konstruktor      | Zgł. | PKT | P. | P1 | P2 | P3 | Punkt. | PP | NO | NS | DK | NZ |
| --- | --- | ---------------- | ---- | --- | -- | -- | -- | -- | ------ | -- | -- | -- | -- | -- |
| 1989 | Tyrrell | Tyrrell-Ford     | 8    | 8   | 9  | -  | -  | -  | 3      | -  | -  | 3  | -  | -  |
| 1990 | Tyrrell | Tyrrell-Ford     | 16   | 13  | 9  | -  | 2  | -  | 3      | -  | -  | 5  | -  | -  |
| 1991 | Ferrari | Ferrari          | 16   | 21  | 7  | -  | -  | 3  | 7      | -  | 1  | 8  | -  | -  |
| 1992 | Ferrari | Ferrari          | 16   | 18  | 7  | -  | -  | 2  | 6      | -  | -  | 10 | -  | -  |
| 1993 | Ferrari | Ferrari          | 16   | 16  | 6  | -  | 1  | 1  | 4      | -  | -  | 9  | -  | -  |
| 1994 | Ferrari | Ferrari          | 14   | 24  | 5  | -  | 1  | 3  | 7      | 1  | -  | 6  | -  | -  |
| 1995 | Ferrari | Ferrari          | 17   | 42  | 5  | 1  | 4  | -  | 9      | -  | 1  | 8  | -  | -  |
| 1996 | Mild Seven Benetton | Benetton-Renault | 16   | 47  | 4  | -  | 4  | 4  | 11     | -  | 2  | 4  | -  | -  |
| 1997 | Mild Seven Benetton | Benetton-Renault | 17   | 36  | 4  | -  | 4  | 1  | 10     | 1  | -  | 3  | -  | -  |
| 1998 | Sauber | Sauber-Petronas  | 16   | 9   | 11 | -  | -  | 1  | 4      | -  | -  | 4  | -  | -  |
| 1999 | Sauber | Sauber-Petronas  | 16   | 2   | 16 | -  | -  | -  | 2      | -  | -  | 8  | -  | -  |
| 2000 | Prost | Prost-Peugeot    | 17   | 0   | -  | -  | -  | -  | -      | -  | -  | 12 | -  | -  |
| 2001 | Prost | Prost-Acer       | 12   | 4   | 15 | -  | -  | -  | 3      | -  | -  | -  | -  | -  |
| 2001 | Jordan | Jordan-Honda     | 5    | 1   | 15 | -  | -  | -  | 1      | -  | -  | 1  | -  | -  |
| Razem | 6 | 6                | 202  | 241 | -  | 1  | 16 | 15 | 70     | 2  | 4  | 81 | -  | -  |
| Sezon | Zespół | Konstruktor      | Zgł. | PKT | P. | P1 | P2 | P3 | Punkt. | PP | NO | NS | DK | NZ |
| \| Legenda \| Legenda \| \| ------------------------------------------ \| ------------------------------------------------------------------------------------------------------------------------------------------------------------------------------------------------------------------------------------------------------------------------------------------------------------------------------------------------------------------------------------------------------------------------------ \| \| Zgł. PKT P. P1 P2 P3 Punkt. PP NO NS DK NZ \| Liczba zgłoszeń do wyścigów Liczba zdobytych punktów Pozycja zajęta w klasyfikacji generalnej Liczba zwycięstw Liczba drugich miejsc Liczba trzecich miejsc Wyścigi, w których kierowca punktował Liczba zdobytych pole position Liczba zdobytych najszybszych okrążeń Wyścigi, w których kierowca był niesklasyfikowany Wyścigi, w których kierowca był zdyskwalifikowany Wyścigi, do których kierowca się nie zakwalifikował \| | |                  |      |     |    |    |    |    |        |    |    |    |    |    |
| Legenda | |                  |      |     |    |    |    |    |        |    |    |    |    |    |
| Zgł. PKT P. P1 P2 P3 Punkt. PP NO NS DK NZ | Liczba zgłoszeń do wyścigów Liczba zdobytych punktów Pozycja zajęta w klasyfikacji generalnej Liczba zwycięstw Liczba drugich miejsc Liczba trzecich miejsc Wyścigi, w których kierowca punktował Liczba zdobytych pole position Liczba zdobytych najszybszych okrążeń Wyścigi, w których kierowca był niesklasyfikowany Wyścigi, w których kierowca był zdyskwalifikowany Wyścigi, do których kierowca się nie zakwalifikował |                  |      |     |    |    |    |    |        |    |    |    |    |    |

### Podsumowanie startów
| Ważne wyścigi                 | Ważne wyścigi                              |
| ----------------------------- | ------------------------------------------ |
| Debiut                        | Grand Prix Francji 1989 (#1)               |
| Pierwsze pole position        | Grand Prix Włoch 1994 (#82)                |
| Pierwsze punkty               | Grand Prix Francji 1989 (#1)               |
| Pierwsze podium               | Grand Prix Stanów Zjednoczonych 1990 (#9)  |
| Pierwsze najszybsze okrążenie | Grand Prix Stanów Zjednoczonych 1991 (#25) |
| Pierwsze zwycięstwo           | Grand Prix Kanady 1995 (#92)               |
| Ostatni                       | Grand Prix Japonii 2001 (#202)             |
| Najwyższe pozycje             |                                            |
| Kwalifikacje                  | 1                                          |
| Wyścig                        | 1                                          |
| Inne                          |                                            |
| Kierowca testowy              | –                                          |